# Josef Höchtl

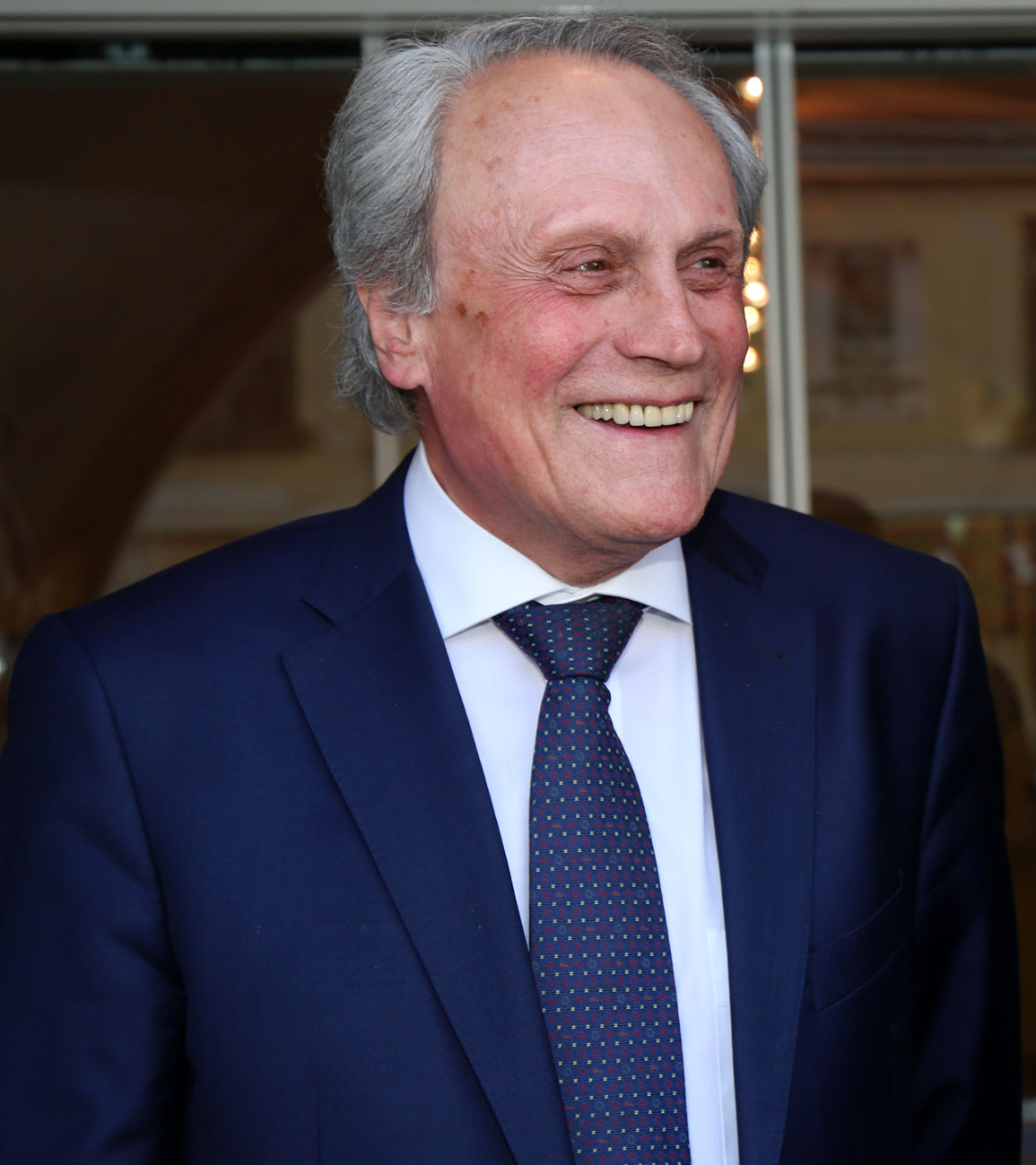
Josef Höchtl (2015)

Josef Höchtl (* 13. Mai 1947 in Hollabrunn) ist ein österreichischer Sozial- und Wirtschaftswissenschafter und ehemaliger Politiker (ÖVP). Höchtl vertrat die ÖVP von 1975 bis 1999 im Österreichischen Nationalrat.

## Leben

### Ausbildung und Beruf
Höchtl besuchte von 1953 bis 1957 die Volksschule in Hadres und von 1957 bis 1958 die Hauptschule in Hadres. Er wechselte danach 1958 an das Realgymnasium in Horn, das er 1966 mit der Matura mit Auszeichnung abschloss. Nachdem Höchtl von 1966 bis 1967 seinen Präsenzdienst bei Gardebataillon in Wien geleistet hatte, studierte er Wirtschafts- und Sozialwissenschaften an der Hochschule für Welthandel und wurde 1972 Magister der Sozial- und Wirtschaftswissenschaften. 1981 wurde er zum Doktor der Sozial- und Wirtschaftswissenschaften promoviert. Zudem studierte er Soziologie, Philosophie der Politik und Ideologiekritik an der Universität Wien, besuchte Vorlesungen in Publizistik und absolvierte Sprachstudien in Englisch, Französisch, Spanisch und Russisch. Er ist Mitglied der katholischen Mittelschulverbindung Waldmark HORN und der katholischen Studentenverbindung KÖHV Franco-Bavaria Wien im ÖCV.
Beruflich war Höchtl ab 1971 für die Wirtschaftsuniversität Wien tätig und arbeitete ab 1997 im Bundesministerium für Bildung, Wissenschaft und Kultur.

### Politik
Sein politisches Engagement begann er schon im 16. Lebensjahr, als er eine JUNGE ÖVP-Gruppe in HADRES (im Weinviertel) gründete und zum ersten Obmann gewählt worden ist.
Diese Tätigkeit setzte er sodann ab 1967 dadurch fort, dass er die Bezirksgruppe der „Niederösterreicher in WIEN“ gründete, die viele Studentinnen und Studenten und junge Berufstätige aus NÖ organisierte, die während der Woche in Wien wohnten. Auch dabei fungierte er als Obmann.
Diese Erfahrung brachte es mit sich, dass er 1971 zum Landesobmannstellvertreter der Jungen ÖVP-NÖ. avancierte, von wo er sodann am 1. Oktober 1972 zum Bundesobmann der Jungen ÖVP gewählt worden ist -eine Organisation, die er mit über 100.000 Mitgliedern zur größten politischen Jugendorganisation Österreichs ausbauen konnte.
Als Bundesobmann der Jungen ÖVP gründete er gemeinsam mit dem Kartellvorsitzenden des MKV die SCHÜLERUNION (UNION HÖHERER SCHÜLER), die sich sodann auch zur dominierenden Schülerorganisation Österreichs entwickelte und seit den 70er Jahren jeweils die Mehrheit in der Bundesschülervertretung stellte.
Höchtl gehörte von 1980 bis 1990 dem Gemeinderat von Klosterneuburg an und war vom 28. November 1975 bis zum 28. Oktober 1999 Abgeordneter zum Nationalrat. Er übernahm in der ÖVP von 1979 bis 1993 die Funktion des Bereichssprechers für Sportpolitik und war zudem von 1989 bis 1995 Sprecher für Menschenrechtsfragen. Innerhalb des Parlamentsklubs hatte er ebenfalls die Rolle des Sprechers für Menschenrechtsfragen inne und war zudem Bildungssprecher der ÖVP.
Innerparteilich übernahm Höchtl 1978 das Amt des Bezirksparteiobmanns der ÖVP Wien-Umgebung. Er gehörte zwischen 1972 und 1981 dem Bundesparteivorstand an, danach bis 1991 Mitglied der Bundesparteileitung und anschließend bis 1997 erneut Mitglied des Bundesparteivorstandes. Sein innerparteilich höchstes Amt bekleidete er von 1977 bis 1981 als Bundesparteiobmann-Stellvertreter der ÖVP.
Höchtl war während seiner politischen Karriere in verschiedenen Bünden aktiv und begann sein politisches Engagement als Landesobmann-Stellvertreter der Jungen ÖVP Niederösterreich, ein Amt, das er zwischen 1971 und 1973 bekleidete. Des Weiteren war er von 1972 bis 1981 Bundesobmann der Jungen ÖVP und übernahm von 1991 bis 1997 die Funktion des Bundesobmanns des ÖAAB.
Zudem hatte Höchtl zwischen 1968 und 1972 das Amt des Obmanns der Niederösterreicher in Wien inne. Höchtl war zudem von 1976 bis 1981 Vizepräsident der Europäischen Union der Jungen Christdemokraten, zwischen 1972 und 1980 Vorsitzender-Stellvertreter des Österreichischen Bundesjugendringes und war Mitglied der Interparlamentarischen Union (IPU) sowie Fraktionschef der christlich-demokratischen und konservativen Parlamentarier. Des Weiteren hatte er von 1993 bis 1997 das Amt des Vizepräsidenten der EUCDA (Europäische Union Christlich-Demokratischer Arbeitnehmer) inne. Er wirkte von 1990 bis 1996 als Präsident der Österreichischen Liga für Menschenrechte und war ab 1990 Präsident der Österreichischen Gesellschaft für Völkerverständigung.
Ende der 1980er Jahre wurde er auch als Bundesobmannstellvertreter des größten SPORT-Dachverbands „SPORTUNION“ gewählt und fungierte auch von 1976 bis 2002 als Präsident des Österreichischen Rodelverbands und wurde sodann zum Ehrenpräsidenten ernannt.

## Auszeichnungen
- Berufstitel Professor (2008)[1]
- Großes Goldenes Ehrenzeichen für Verdienste um die Republik Österreich
- Großes Silbernes Ehrenzeichen für Verdienste um die Republik Österreich
- Silbernes Komturkreuz des Ehrenzeichens für Verdienste um das Bundesland Niederösterreich
- Komturkreuz des päpstlichen Orden des heiligen Gregor des Großen
- Zahlreiche Auszeichnungen der SÜDMÄHRER und SUDETENDEUTSCHEN (Seine Eltern sind 1945 aus ihrer südmährischen Heimat vertrieben worden)
- Ehrensenator der Andrássy Universität Budapest (2016)
- Offizierskreuz des Verdienstordens der Republik Ungarn (2016)